# Frankie Fredericks
Frankie Fredericks, född 2 oktober 1967 i Windhoek, Namibia, är en namibisk friidrottare (sprinter) på 100 meter och 200 meter.
Efter Namibias självständighet från Sydafrika 1991 tilläts Fredericks tävla i världsmästerskapen i Tokyo 1991. Namibiern vann där silver på 200 meter efter amerikanen Michael Johnson och placerade sig som femte man på 100 meter (efter de tre amerikanerna Carl Lewis, Leroy Burell och Dennis Mitchell samt britten Linford Christie).
Vid OS 1992 i katalanska Barcelona vann Fredericks Namibias första olympiska medaljer genom att placera sig som andre man på såväl 100 som 200 meter.
Året därefter vann Fredericks Namibias första VM-guld då han segrade på 200 meter.
Vid OS 1996 i Atlanta upprepade Fredericks bedriften från fyra år tidigare; silver på både 100 och 200 meter. Fredericks noterade i dessa två finaler afrikanska rekord med 9,86 s respektive 19,68 s. Segrarna, Donovan Bailey (Kanada) och Michael Johnson (USA), noterade båda världsrekord – 9,84 s respektive 19,32 s.
På grund av skador tvingades Fredericks avstå finalloppen vid VM 1999 och 2001 samt i OS 2000. Karriären avslutades med att Fredericks placerade sig på fjärdeplats på 200 meter i OS 2004 i Aten.
Utöver meriterna utomhus är Fredericks världsrekordinnehavare över 200 meter inomhus med 19,92 s.